# Eleşkirt
Zêdikan en kurde et en zazaki ,Eleşkirt en turc, Alashkert  en arménien (Ալաշկերտ ) est un district et une ville située à l'est de la Turquie dans la province d'Ağrı.
La ville est principalement peuplée de Kurdes.